# ST節段

窦性心律的示意图，图中显示标准波、段及间期。

ST節段（ST segment）又稱ST段，為心電圖學術語，表示QRS複合波至T波之間的間期，一般介於 0.005 至 0.150 秒之間（5 至 150 毫秒）。
ST節段始於J點（即QRS複合波的終點），結束於T波的起始點。高度則必須參照PR節段以及TP節段的高度。本節段所象徵的意義為心室完成去極化至再極化之間的等電位期。

## 判讀
- 正常心電圖的T節段會稍稍彎曲，呈現凹口向上的弧線
- 若ST節段位置較正常時為低，或呈現線段較平，則可能代表冠狀動脈缺血（英语：coronary ischemia）。
- 若ST節段上升則可能表示心肌透壁性梗塞（Transmural myocardial infarction）。在此狀況，ST節段會較正常提升 >1mm ，且時間常過 80 毫秒。該診斷依據有 15 到 20% 的偽陽性率（其中女性較男性略高），偽陰性率則在 20 到 30% [1]。
- ST節段下降（英语：ST depression）則可能代表心內膜下梗死、低鉀血症、毛地黃苷中毒（英语：digitalis toxicity）[2]。

## 胎兒監測
在胎兒心電圖，ST波形分析（ST waveform analysis，STAN）會被認為可能發生鹼缺乏的問題。